# 圖齊市鎮
圖齊市鎮，是蒙特內哥羅的24个市镇之一。市镇的行政中心为图齐。該市鎮位於蒙特內哥羅首都波德戈里察以南約10公里處。

## 地理位置
图齐位于斯庫台湖的东北方向几公里处，距离波德戈里察约10公里，距离阿尔巴尼亚地拉那130公里，位于波德戈里察至阿尔巴尼亚边境关卡公路的沿线上。

## 人口
据2011年人口普查，图齐镇的人口数量为4,748人，而整个图齐市镇的人口数量则为11,422人。

## 图集

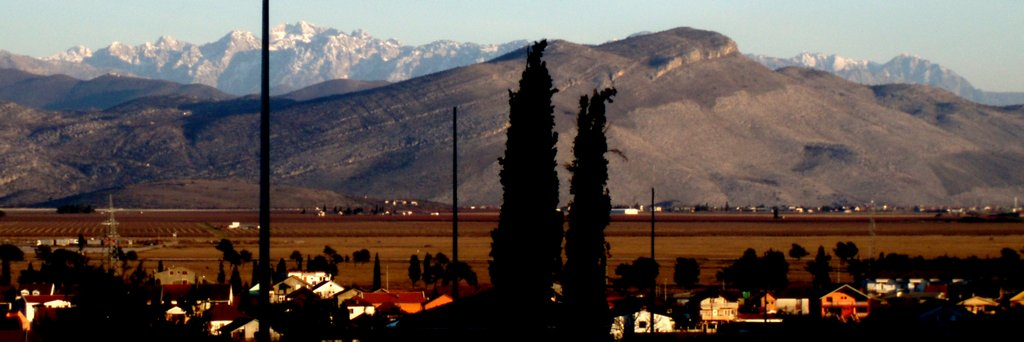
风景
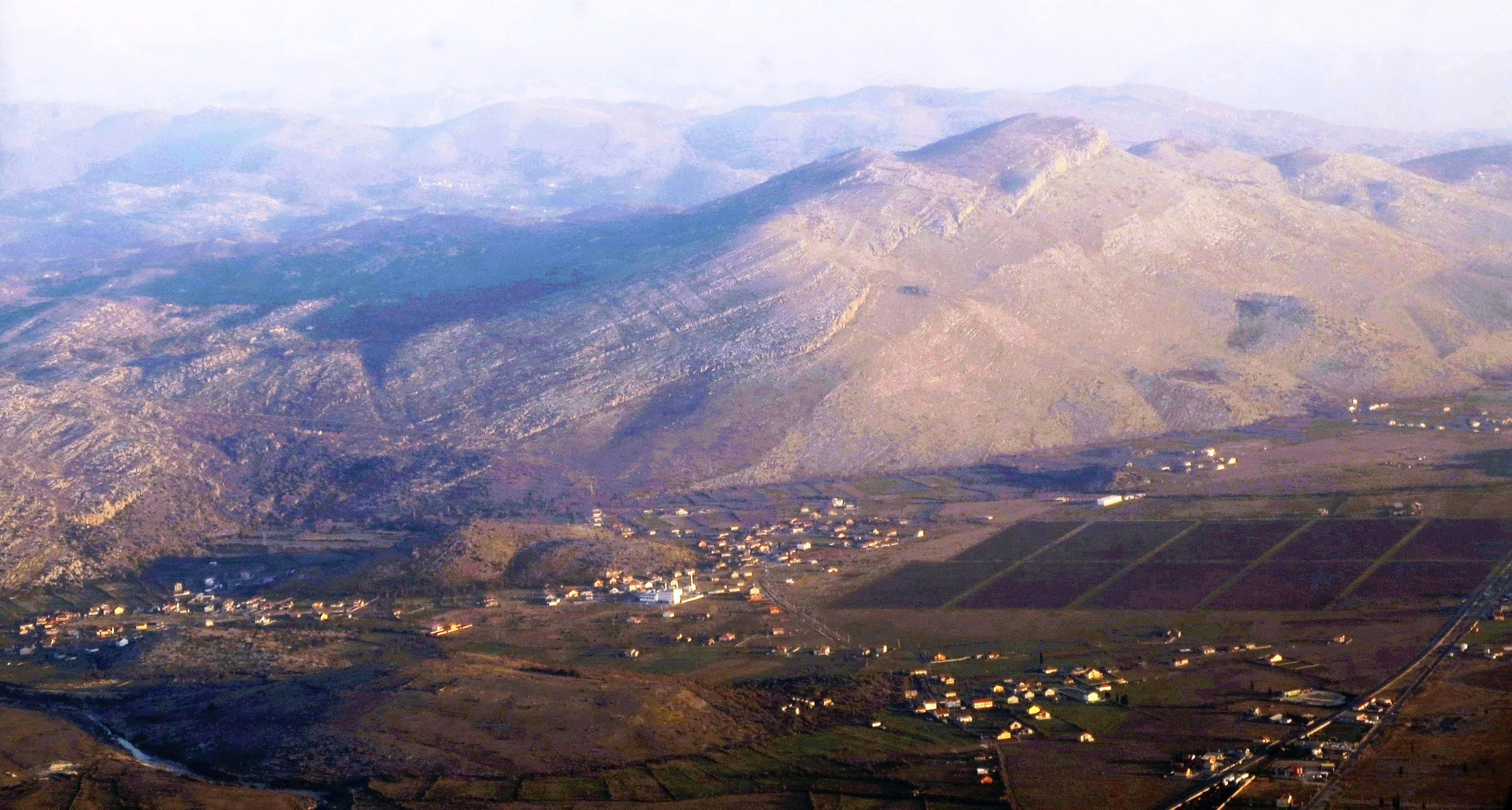
山脉
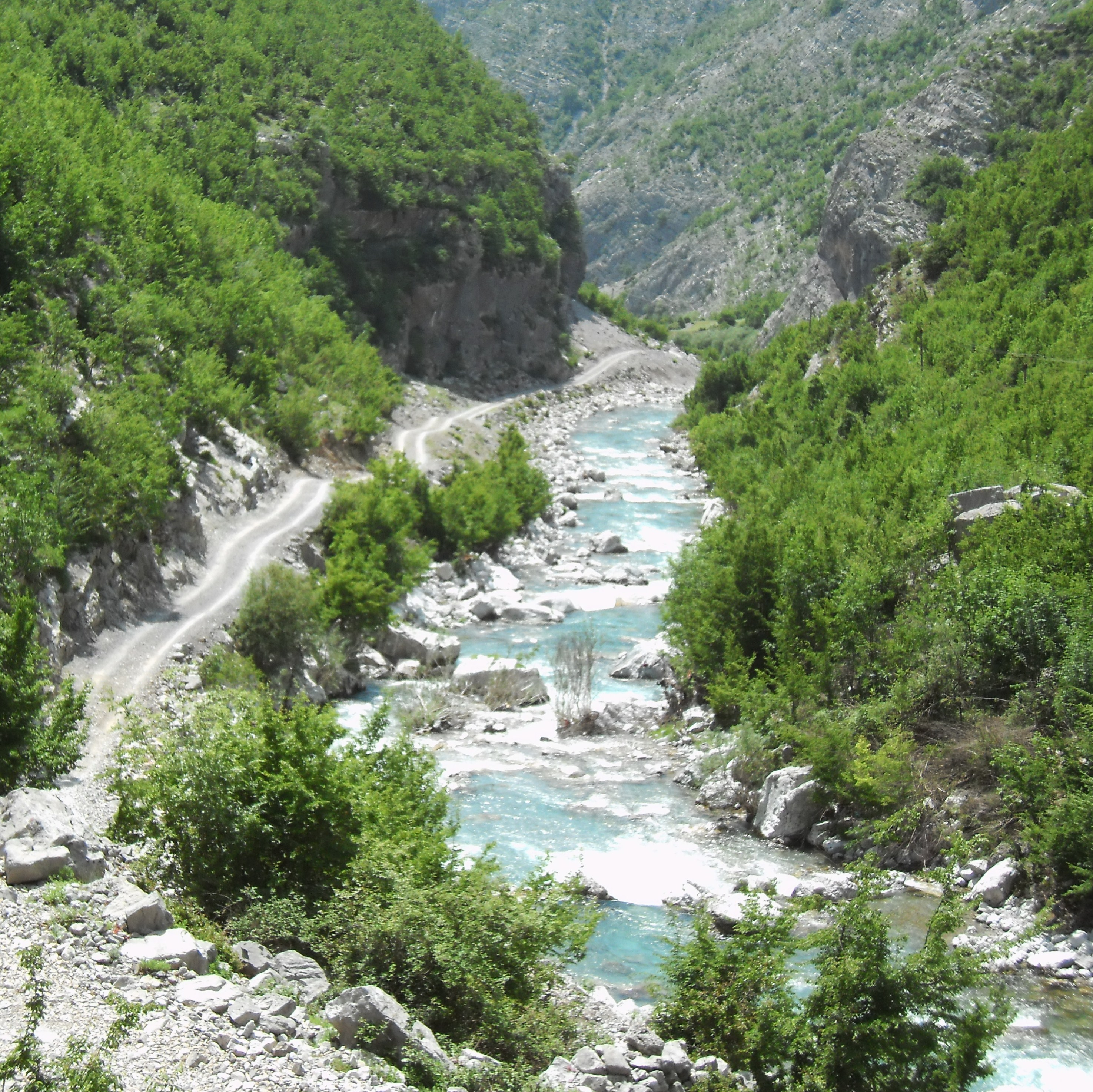
塞姆河
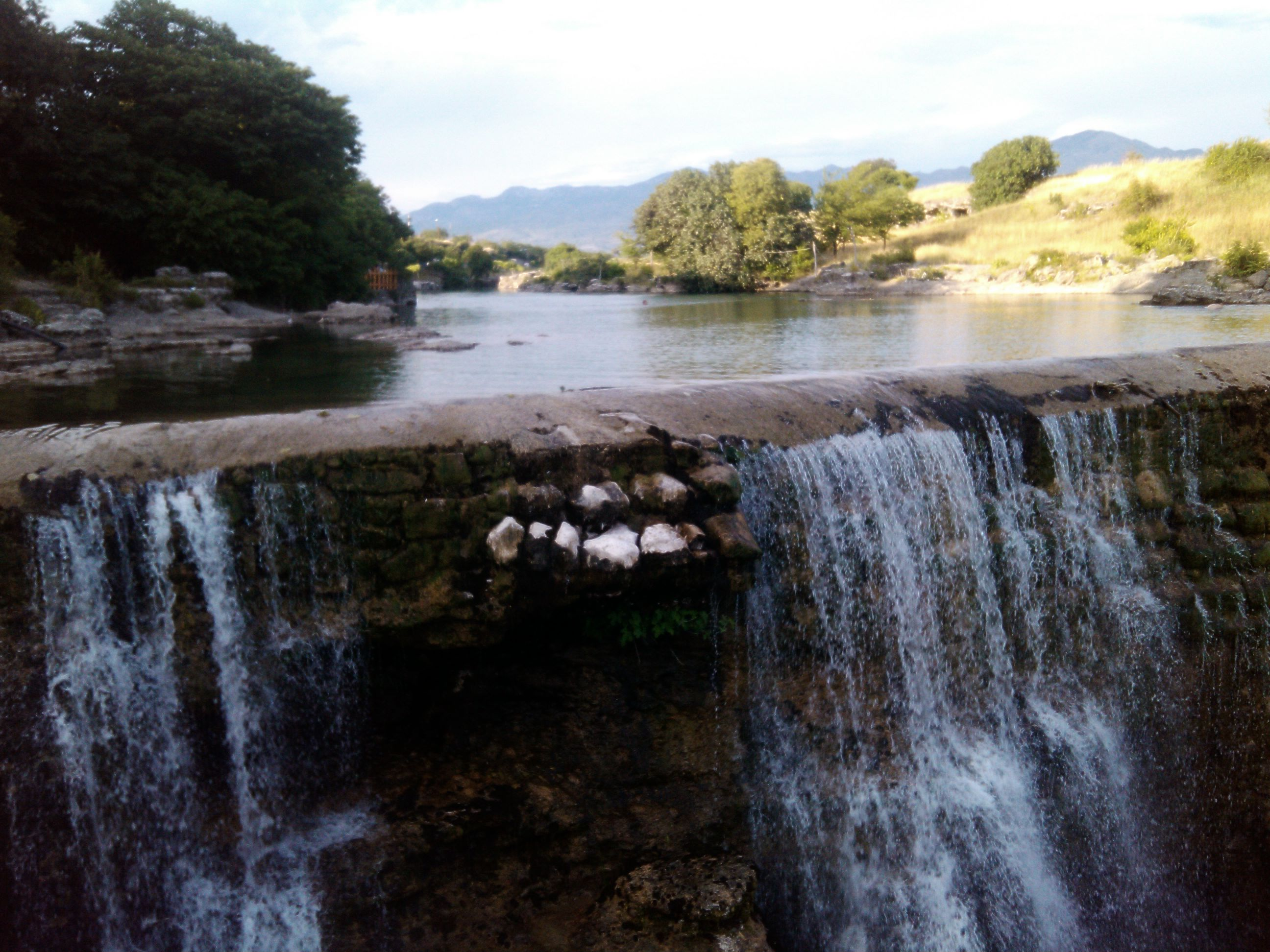
塞姆河上的瀑布